# Općina Karpoš
Karpoš (makedonski:Карпош) je jedna od 10 općina koje tvore grad Skoplje, glavni grad Sjeverne Makedonije.
Općina nosi ime po ustaniku protiv otomanske vlasti Karpošu iz XVII st.

## Zemljopisne odlike
Općina Karpoš graniči s općinama; Općinom Saraj i Općinom Gorče Petrov na zapadu, Općinom Čučer-Sandevo na sjeveru, Općinom Butel na sjeveroistoku, Općinom Čair, Općinom Centar, Općinom Kisela Voda na istoku, i Općinom Sopište na jugu. 

## Stanovništvo
Po posljednjem službenom popisu 2002 općina Karpoš imala je 59 666 stanovnika. 
Nacionalni sastav:
- Makedonci = 52 810
- Srbi = 2 184
- Albanci = 1 952
- Ostali

## Općine prijatelji
- Novi Beograd, Srbija

## Vanjske poveznice
- Općine Sjeverne Makedonije